# Microburil

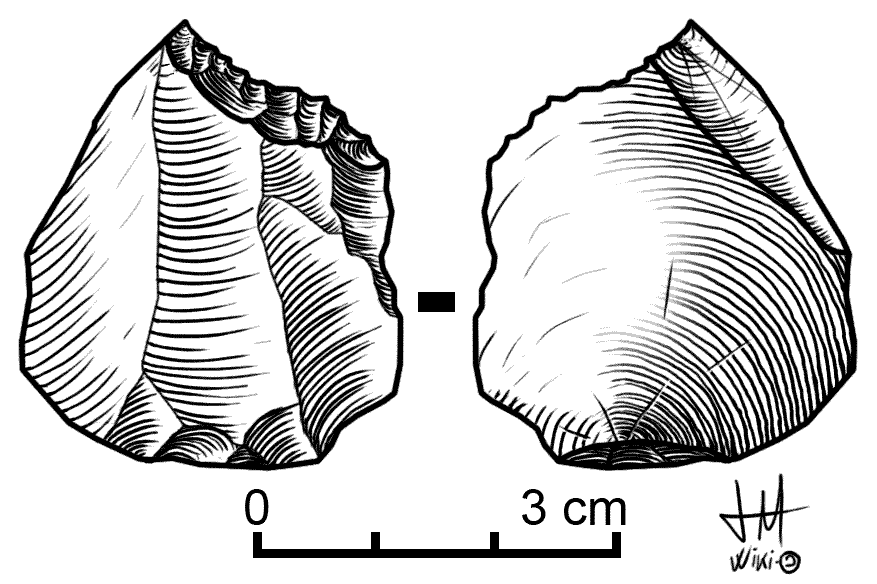
Microburil proximal

O microburil é um resíduo característico do talhe lítico,  por vezes confundido com um autêntico buril, que é próprio do Mesolítico, embora a sua cronologia abranja do final do Paleolítico Superior até o Calcolítico. O nome deste tipo de artefato lítico foi atribuído a Henri Breuil que o definiu como "uma espécie de buril em ângulo, muito plano, com retoque terminal em forma de pequeno entalhe". Breuil considerava o microburil como uma ferramenta funcional: a princípio pensava numa variante microlítica dos buris, mas com o tempo deu-se conta de que a técnica de talhe era diferente da do buril, e que podia ser um resíduo do  fabrico de micrólitos, mas que seria reaproveitado como ferramenta ocasionalmente.
O microburil em si mesmo é um fragmento de lasca ou, mais bem, de  lâmina, que mostra na sua face superior o arranque de um entalhe a partir do qual se inicia uma flexão (cuja superfície somente se vê desde a face inferior) que, ao ser oblíqua, termina num ápice triédrico muito agudo. 
A princípio acreditava-se que o microburil era um utensílio microlítico, mas as experiências de talhe, com as remontagens deste tipo de peças com outras que casavam com elas, demonstraram que era um resíduo característico de uma técnica que foi batizada como técnica do microburil, ou, mais propriamente, técnica do golpe de microburil. Jacques Tixier, após o estudo de milhares de microburis procedentes de diversas jazidas saarianas, observou que nenhuma delas conservava sinais de uso intencionais; esta mesma comprovação fê-la com peças europeias.
Há um tipo especial de microburil chamado de Kruwkoskique é um acidente de talhe, não um resíduo característico.